# Liceo Alemán de Santiago
El Liceo Alemán de Santiago fue un colegio católico para varones perteneciente a la Congregación del Verbo Divino y que funcionó en Santiago de Chile entre 1910 y 2006.
Fue uno de los colegios principales de la élite santiaguina, y de él egresaron varios líderes políticos y religiosos.

## Historia

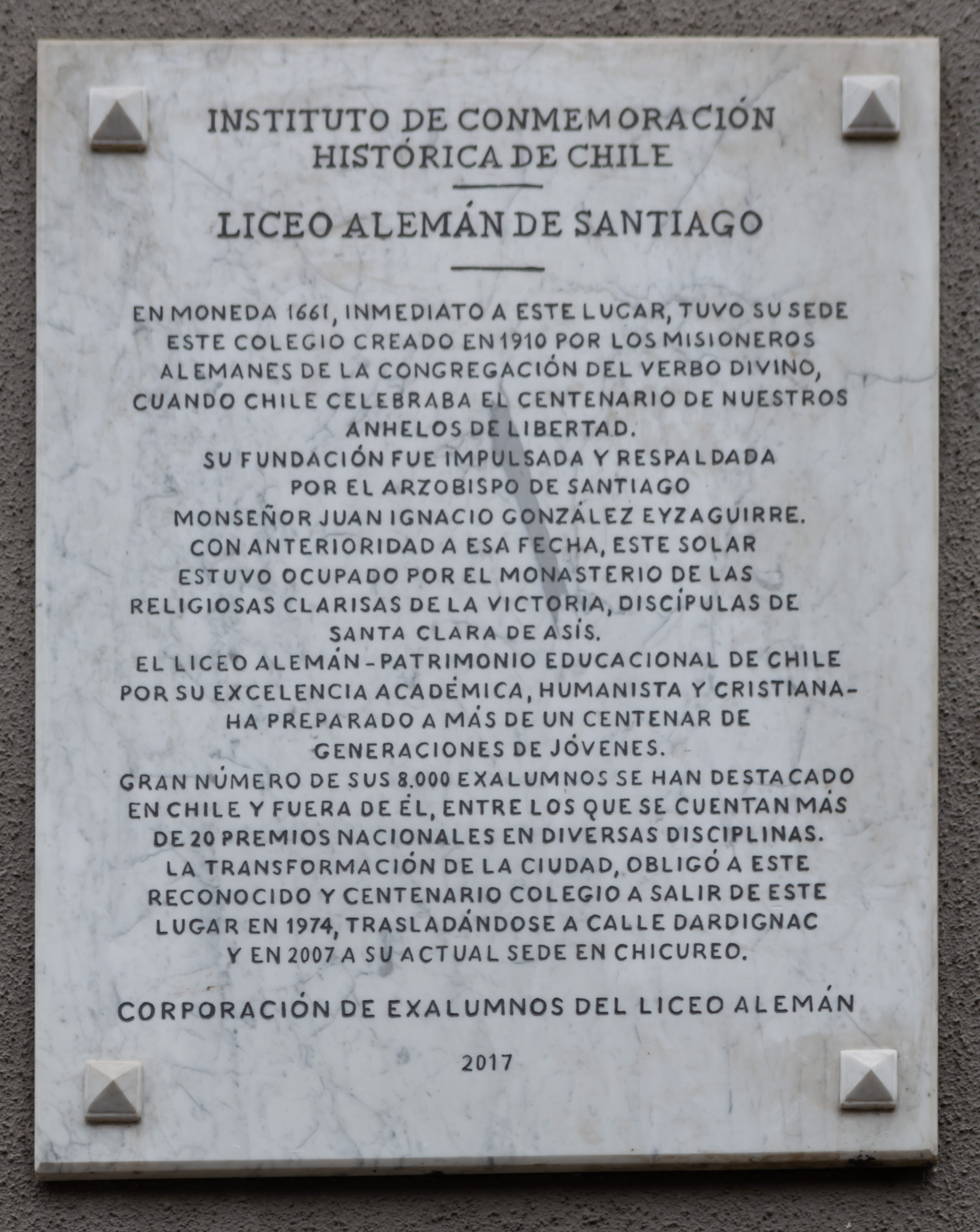
Placa donde estaba al liceo

### Sede Moneda y los primeros años
En 1908, la Congregación del Verbo Divino contaba con experiencia educacional en Copiapó y La Serena. En 1909 al entonces Arzobispo de Santiago solicitó al sacerdote Karl Degenhardt, Rector del Seminario de La Serena, fundar un colegio en la capital. En abril del año siguiente, bajo la rectoría del sacerdote Richard Kaufhold, cofundador de la congregación en Chile, se creó el Liceo Alemán de Santiago en calle Moneda.
Desde un comienzo el Arzobispo vinculó el establecimiento a algunas de las familias de mayor renombre de la ciudad. Tras un avance gradual, en 1917 egresó la primera cohorte. Pronto fue necesario ampliar el edificio, que había operado como monasterio. En 1914, fue inaugurada una capilla neogótica consagrada al Espíritu Santo. Al año siguiente, el liceo destinó un espacio dentro del establecimiento para formar la primera comunidad católica de habla alemana en Santiago, la cual fue la precursora de la Iglesia de Sankt Michael de Providencia.
En 1917 trabajaban en el establecimiento 17 sacerdotes y 3 hermanos, todos alemanes y de una edad promedio de 37 años, tales como Ioseph Schmidt, Theodorus Drathen y Martín Gusinde, sacerdote-profesor y científico que en 1920 lideró famosas expediciones arqueológicas y antropológicas a Tierra del Fuego.
Durante el primer medio siglo estudiaron en este recinto tres de los ocho cardenales que ha producido la iglesia chilena: Raúl Silva Henríquez, Jorge Arturo Medina Estévez y Francisco Javier Errázuriz Ossa.
Al cumplir la Congregación 50 Años en Chile fundaron un nuevo colegio en creciente sector oriente de Santiago, hacia donde se desplazaba la élite. Así nació el Colegio del Verbo Divino en avenida Presidente Errázuriz, en la comuna de Las Condes.

### Sede Recoleta
El trazado de la carretera Panamericana por el centro de la capital obligó a demoler la casona de calle Moneda en 1974, así como toda la manzana. La congregación se desplazó al Barrio Bellavista, en la comuna de Recoleta. Adquirió la totalidad de la manzana comprendida entre las calles Bellavista -Pío Nono- Dardignac- Ernesto Pinto Lagarriguel, donde antes se emplazaba el convento de las monjas Clarisas de la Victoria o de Nueva Fundación, discípulas de Santa Clara. Estas religiosas se habían trasladado a este lugar desde el antiguo monasterio que se ubicaba entre la Plaza de Armas y la calle Agustinas.
En 1976 se inició el año escolar en la nueva sede de calle Dardignac 44. En 1974 y 1975 se debió arrendar otros colegios del sector (Colegio Inmaculada Concepción y Liceo Murialdo). 
En la década de los 2000, la Congregación del Verbo Divino tomó la decisión de construir un nuevo colegio en la comuna de Colina.y cambió de nombre a Liceo Alemán del Verbo Divino de Chicureo, siendo más conocido como Verbo Divino de Chicureo El entorno del emplazamiento en Bellavista, próximo al centro de Santiago y la disminución de la matrícula -en gran medida por su ubicación- propiciaron el cambio. Este traslado se realizó en el transcurso de cuatro años. Comenzó en 2006 con el ciclo inicial y avanzando en edad hasta completar el cambio en 2009 con la incorporación de toda la Educación Media.
El terreno fue adquirido por la Universidad San Sebastián y demolido en 2009.